# Slogan politique
 (octobre 2023).
Si vous disposez d'ouvrages ou d'articles de référence ou si vous connaissez des sites web de qualité traitant du thème abordé ici, merci de compléter l'article en donnant les références utiles à sa vérifiabilité et en les liant à la section « Notes et références ».
Un slogan politique ou slogan de campagne est un slogan construit à base de phrases choc, principalement utilisé lors des campagnes électorales pour symboliser ou résumer le programme ou l'idéologie d'un candidat ou parti politique. Il est un élément primordial de l'image et de la communication politique lors d'une campagne, composante d'un marketing électoral.
La campagne peut également être émaillée de petites phrases (condensant des thématiques politiques différentes du slogan ou des attaques envers les adversaires) relevées par les journalistes qui les extraient d'un texte ou d'un discours, ce qui les différencient du slogan qui est un énoncé autonome par nature.

## Slogans politiquesnotables[réf.nécessaire]

### Europe

#### Espagne

##### Guerre civile espagnole
| Slogan                            | Parti                                                    | Événement        | Résultat |
| --------------------------------- | -------------------------------------------------------- | ---------------- | -------- |
| No pasarán (Ils ne passeront pas) | Partisans de la Seconde République espagnole (1936-1939) | Guerre d'Espagne | Défaite  |

##### Élections générales espagnoles
| Slogan                                                                                         | Candidat/parti                                  | Élection | Résultat |
| ---------------------------------------------------------------------------------------------- | ----------------------------------------------- | -------- | -------- |
| Con la nueva mayoría                                                                           | Parti populaire                                 | 1996     | Victoire |
| España en positivo                                                                             | Parti socialiste ouvrier espagnol               | 1996     | Défaite  |
| Decide                                                                                         | Izquierda Unida                                 | 1996     | Défaite  |
| Fem que Catalunya sigui clau (Hagamos que Cataluña sea clave) en espagnol                      | Convergence et Union                            | 1996     | Défaite  |
| Vamos a más                                                                                    | Parti populaire                                 | 2000     | Victoire |
| Lo próximo                                                                                     | Parti socialiste ouvrier espagnol               | 2000     | Défaite  |
| Somos necesari@s                                                                               | Izquierda Unida                                 | 2000     | Défaite  |
| La força positiva                                                                              | Convergence et Union                            | 2000     | Défaite  |
| Juntos vamos a más                                                                             | Parti populaire                                 | 2004     | Défaite  |
| Merecemos una España mejor ZP Zapatero Presidente                                              | Parti socialiste ouvrier espagnol               | 2004     | Victoire |
| Con tu voto, es posible. Palabra                                                               | Izquierda Unida                                 | 2004     | Défaite  |
| Josep Antoni Duran i Lleida. Duran por Cataluña. Sentido Común                                 | Convergence et Union                            | 2004     | Défaite  |
| Útil para Galiza, útil para ti                                                                 | Bloc nationaliste galicien                      | 2004     | Défaite  |
| Parlant la gent s'entén                                                                        | Gauche républicaine de Catalogne                | 2004     | Défaite  |
| Sí, quiero más                                                                                 | Parti nationaliste basque                       | 2004     | Défaite  |
| Labordeta, Gente como tú                                                                       | Union aragonaisiste                             | 2004     | Défaite  |
| Vota con todas tus fuerzas Con Z de Zapatero Motivos para creer                                | Parti socialiste ouvrier espagnol               | 2008     | Victoire |
| Con cabeza y corazón Las ideas claras Con Rajoy es posible                                     | Parti populaire                                 | 2008     | Défaite  |
| LlamazarES + izquierda                                                                         | Izquierda Unida                                 | 2008     | Défaite  |
| Lo que nos une                                                                                 | Union, progrès et démocratie                    | 2008     | Défaite  |
| Pelea por lo que quieres                                                                       | Parti socialiste ouvrier espagnol               | 2011     | Défaite  |
| Súmate al cambio                                                                               | Parti populaire                                 | 2011     | Victoire |
| ¡Rebélate!                                                                                     | Izquierda Unida                                 | 2011     | Défaite  |
| Cada voto vale                                                                                 | Union, progrès et démocratie                    | 2011     | Défaite  |
| + × cat                                                                                        | Convergence et Union                            | 2011     | Défaite  |
| Eraiki zubia (Tendiendo puentes)                                                               | Amaiur                                          | 2011     | Défaite  |
| Euskadiren alde (Por Euskadi) Euskadi puede                                                    | Parti nationaliste basque                       | 2011     | Défaite  |
| República del sí                                                                               | Gauche républicaine de Catalogne - Catalunya Sí | 2011     | Défaite  |
| Som com tu (somos como tú)                                                                     | Compromis                                       | 2011     | Défaite  |
| A alternativa que te defende (La alternativa que te defiende)                                  | Bloc nationaliste galicien                      | 2011     | Défaite  |
| España en serio                                                                                | Parti populaire                                 | 2015     | Victoire |
| Un futuro para la mayoría                                                                      | Parti socialiste ouvrier espagnol               | 2015     | Défaite  |
| Un país contigo, Podemos                                                                       | Podemos                                         | 2015     | Défaite  |
| Con ilusión                                                                                    | Ciudadanos                                      | 2015     | Défaite  |
| Justament és el moment                                                                         | Compromís-Podemos-És el moment                  | 2015     | Défaite  |
| Defensa el teu vot (Defiende tu voto)                                                          | Gauche républicaine de Catalogne - Catalunya Sí | 2015     | Défaite  |
| Impossible (Imposible)                                                                         | Démocratie et liberté                           | 2015     | Défaite  |
| Lehenik Euskadi. Euskadi es lo que importa (Primero Euskadi. Euskadi es lo que importa)        | Parti nationaliste basque                       | 2015     | Défaite  |
| Por un nuevo país                                                                              | Unité populaire                                 | 2015     | Défaite  |
| Bildu erabakira (Únete a la decisión)                                                          | Euskal Herria Bildu                             | 2015     | Défaite  |
| Más España                                                                                     | Union, progrès et démocratie                    | 2015     | Défaite  |
| Solucions ! (¡Soluciones!)                                                                     | Union démocratique de Catalogne                 | 2015     | Défaite  |
| Tu voto para la clase obrera. Si todo lo producimos todo lo decidimos                          | Parti communiste des peuples d'Espagne          | 2015     | Défaite  |
| Defiende Navarra. Nafarron Hitza Madrilen (Defiende Navarra. La voz de los navarros en Madrid) | Geroa Bai                                       | 2015     | Défaite  |
| A Favor (Pour)                                                                                 | Parti populaire                                 | 2016     | Victoire |
| Sí por el Cambio (Un Oui pour le changement)                                                   | Parti socialiste ouvrier espagnol               | 2016     | Défaite  |
| La Sonrisa de un País (Le sourire d'un pays)                                                   | Unidos Podemos                                  | 2016     | Défaite  |
| Tiempo de Acuerdo, Tiempo de Cambio (Temps d'accord, temps de changement)                      | Ciudadanos                                      | 2016     | Défaite  |
| Guanyem el Canvi (Ganemos el Cambio)                                                           | En Comú Podem                                   | 2016     | Défaite  |
| La victòria de la gent (La victoria de la gente)                                               | A la valenciana                                 | 2016     | Défaite  |
| O cambio non hai quen o pare (El cambio no hay quien lo pare)                                  | En Marea                                        | 2016     | Défaite  |
| Som República (Nous sommes République)                                                         | Gauche républicaine de Catalogne - Catalunya Sí | 2016     | Défaite  |
| Euskadi es lo que importa (L'Euskadi est ce qui importe)                                       | Parti nationaliste basque                       | 2016     | Défaite  |
| Vamos a Crear Oportunidades (Nous allons créer les opportunités)                               | Euskal Herria Bildu                             | 2016     | Défaite  |
| De Aquí en Adelante (À partir de maintenant)                                                   | Coalition canarienne                            | 2016     | Défaite  |

#### France

##### Élections présidentielles françaises
| Slogan | Candidat                 | Élection     | Résultat            |
| --- | ------------------------ | ------------ | ------------------- |
| J'ai sept ans, laissez-moi grandir (le slogan est « prononcé » par une petite fille qui symbolise la Ve République)                                                     | Charles de Gaulle        | 1965         | Victoire            |
| Un président jeune pour une France moderne | François Mitterrand      | 1965         | Défaite             |
| Un homme neuf, une France en marche | Jean Lecanuet            | 1965         | Premier tour        |
| Avec la France, pour les Français | Georges Pompidou         | 1969         | Victoire            |
| Un président pour tous les Français | Alain Poher              | 1969         | Défaite             |
| La paix et la sécurité | Valéry Giscard d'Estaing | 1974         | Victoire            |
| Un président pour tous les Français | François Mitterrand      | 1974         | Défaite             |
| Chaban pour la France, il l'a déjà prouvé | Jacques Chaban-Delmas    | 1974         | Premier tour        |
| La force tranquille | François Mitterrand      | 1981         | Victoire            |
| Il faut un président à la France | Valéry Giscard d'Estaing | 1981         | Défaite             |
| Le président qu'il nous faut | Jacques Chirac           | 1981         | Premier tour        |
| La France unie | François Mitterrand      | 1988         | Victoire            |
| Nous irons plus loin ensemble | Jacques Chirac           | 1988         | Défaite             |
| Du sérieux, du solide, du vrai | Raymond Barre            | 1988         | Premier tour        |
| La France pour tous | Jacques Chirac           | 1995         | Victoire            |
| Avec Jospin c'est clair Le président du vrai changement | Lionel Jospin            | 1995         | Défaite             |
| Croire en la France | Édouard Balladur         | 1995         | Premier tour        |
| Oser la solidarité, ça change tout | Dominique Voynet         | 1995         | Premier tour        |
| Une France pour rebâtir le monde | Jacques Cheminade        | 1995         | Premier tour        |
| La France en grand, la France ensemble | Jacques Chirac           | 2002         | Victoire            |
| Une force pour la France La France retrouvée (second tour de l'élection)                                                                                                | Jean-Marie Le Pen        | 2002         | Défaite             |
| Présider autrement une France plus juste | Lionel Jospin            | 2002         | Premier tour        |
| La relève Le changement | François Bayrou          | 2002         | Premier tour        |
| Toujours le camp des travailleurs | Arlette Laguiller        | 2002         | Premier tour        |
| La République, force de la France | Jean-Pierre Chevènement  | 2002         | Premier tour        |
| L'écologie pour choisir sa vie | Noël Mamère              | 2002         | Premier tour        |
| La France des différences | Jean Saint-Josse         | 2002         | Premier tour        |
| Pour faire enfin bouger la France | Alain Madelin            | 2002         | Premier tour        |
| Pour remettre de l'ordre en France, Mégret à l'Élysée | Bruno Mégret             | 2002         | Premier tour        |
| La République qui vous respecte | Christiane Taubira       | 2002         | Premier tour        |
| L'environnement, c'est la vie | Corinne Lepage           | 2002         | Premier tour        |
| Osons la famille, refusons la pauvreté | Christine Boutin         | 2002         | Premier tour        |
| Pour la reconquête de la démocratie | Daniel Gluckstein        | 2002         | Premier tour        |
| Nos vies valent plus que leurs profits | Olivier Besancenot       | 2002 et 2007 | Premier tour (idem) |
| Ensemble tout devient possible | Nicolas Sarkozy          | 2007         | Victoire            |
| Pour que ça change fort Plus juste, la France sera plus forte La France Présidente (second tour de l'élection)                                                          | Ségolène Royal           | 2007         | Défaite             |
| La France de toutes nos forces | François Bayrou          | 2007         | Premier tour        |
| Votez Le Pen Vive la Vie, Vive la République et Vive la France | Jean-Marie Le Pen        | 2007         | Premier tour        |
| La fierté d'être Français | Philippe de Villiers     | 2007         | Premier tour        |
| Une gauche courageuse, ça change la vie ! | Marie-George Buffet      | 2007         | Premier tour        |
| La révolution écologique | Dominique Voynet         | 2007         | Premier tour        |
| Arlette Laguiller : qui d'autre peut se dire sincèrement dans le camp des travailleurs ?                                                                                | Arlette Laguiller        | 2007         | Premier tour        |
| Pour une alternative à gauche Osez Bové Ah si j'osais Bové | José Bové                | 2007         | Premier tour        |
| La ruralité d'abord | Frédéric Nihous          | 2007         | Premier tour        |
| Pour la rupture avec l'Union européenne Pour la reconquête de la démocratie politique et sociale                                                                        | Gérard Schivardi         | 2007         | Premier tour        |
| Le changement, c'est maintenant | François Hollande        | 2012         | Victoire            |
| La France forte | Nicolas Sarkozy          | 2012         | Défaite             |
| La voix du peuple, l'esprit de la France Oui, la France | Marine Le Pen            | 2012         | Premier tour        |
| Place au peuple Prenez le pouvoir | Jean-Luc Mélenchon       | 2012         | Premier tour        |
| Un pays uni, rien ne lui résiste La France solidaire | François Bayrou          | 2012         | Premier tour        |
| L'écologie, la solution L'écologie, le vrai changement | Eva Joly                 | 2012         | Premier tour        |
| Pour une France libre ! La France libre | Nicolas Dupont-Aignan    | 2012         | Premier tour        |
| Aux capitalistes de payer leurs crises ! | Philippe Poutou          | 2012         | Premier tour        |
| Une candidate communiste à l'élection présidentielle | Nathalie Arthaud         | 2012         | Premier tour        |
| Le sursaut Un monde sans la City ni Wall Street | Jacques Cheminade        | 2012         | Premier tour        |
| La France en marche En marche, la France ! « La France doit être une chance pour tous. » (premier tour de l'élection) Ensemble, la France ! (second tour de l'élection) | Emmanuel Macron          | 2017         | Victoire            |
| Au nom du peuple Marine Présidente Remettre la France en ordre (en 5 ans) (premier tour de l'élection) Choisir la France (second tour de l'élection)                    | Marine Le Pen            | 2017         | Défaite             |
| Le courage de la vérité Une volonté pour la France | François Fillon          | 2017         | Premier tour        |
| L'avenir en commun Je vote, ils dégagent La force du peuple | Jean-Luc Mélenchon       | 2017         | Premier tour        |
| Faire battre le cœur de la France | Benoît Hamon             | 2017         | Premier tour        |
| Debout la France ! | Nicolas Dupont-Aignan    | 2017         | Premier tour        |
| Le temps est venu. | Jean Lassalle            | 2017         | Premier tour        |
| « Nos vies, pas leurs profits ! » | Philippe Poutou          | 2017         | Premier tour        |
| Le candidat du Frexit Un choix historique | François Asselineau      | 2017         | Premier tour        |
| Faire entendre le camp des travailleurs | Nathalie Arthaud         | 2017         | Premier tour        |
| Libérons-nous de l'occupation financière Se libérer de l'occupation financière                                                                                          | Jacques Cheminade        | 2017         | Premier tour        |
| Avec vous Nous tous | Emmanuel Macron          | 2022         | Victoire            |
| M la France La France qu'on M ! Femme d'État (premier tour de l'élection) Pour tous les Français (second tour de l'élection)                                            | Marine Le Pen            | 2022         | Défaite             |
| Un autre monde est possible | Jean-Luc Mélenchon       | 2022         | Premier tour        |
| Impossible n'est pas français Pour que la France reste la France | Éric Zemmour             | 2022         | Premier tour        |
| La fierté française retrouvée Nouvelle France Le courage de faire | Valérie Pécresse         | 2022         | Premier tour        |
| Faire face | Yannick Jadot            | 2022         | Premier tour        |
| La France authentique | Jean Lassalle            | 2022         | Premier tour        |
| La France des Jours heureux | Fabien Roussel           | 2022         | Premier tour        |
| Choisir la liberté | Nicolas Dupont-Aignan    | 2022         | Premier tour        |
| Le courage, la justice Réunir la France Ensemble, changeons d'avenir | Anne Hidalgo             | 2022         | Premier tour        |
| L'urgence anticapitaliste Nos vies valent plus que leurs profits | Philippe Poutou          | 2022         | Premier tour        |
| Le camp des travailleurs | Nathalie Arthaud         | 2022         | Premier tour        |

##### Autres élections françaises
| Slogan                                                                         | Candidat/parti                    | Élection                                             | Résultat     | Image                      |
| ------------------------------------------------------------------------------ | --------------------------------- | ---------------------------------------------------- | ------------ | -------------------------- |
| Chirac pour Paris                                                              | Jacques Chirac (RPR)              | Élections municipales de 1977 à Paris                | Victoire     |                            |
| Vivement Demain !                                                              | Rassemblement pour la République  | Élections législatives françaises de 1986            | Victoire     |                            |
| Au secours ! La droite revient !                                               | Parti socialiste                  | Élections législatives françaises de 1986            | Défaite      |                            |
| Une femme pour l'amour d'une ville                                             | Brigitte Le Brethon (RPR)         | Élections municipales françaises de 2001 (Caen)      | Victoire     |                            |
| Soyons fiers de Paris                                                          | Philippe Séguin (RPR)             | Élections municipales de 2001 à Paris                | Défaite      |                            |
| Ensemble pour la Majorité présidentielle                                       | Union pour un mouvement populaire | Élections législatives françaises de 2007            | Victoire     |                            |
| La gauche qui agit, la gauche qui protège                                      | Parti socialiste                  | Élections législatives françaises de 2007            | Défaite      |                            |
| L'essentiel c'est vous                                                         | Françoise de Panafieu (UMP)       | Élections municipales de 2008 à Paris                | Défaite      |                            |
| Grand Limoges, notre ville c'est notre vie                                     | Alain Rodet (PS)                  | Élections municipales de 2008 à Limoges              | Victoire     |                            |
| Donnons une majorité au changement                                             | Parti socialiste                  | Élections législatives françaises de 2012            | Victoire     |                            |
| Ensemble choisissons la France                                                 | Union pour un mouvement populaire | Élections législatives françaises de 2012            | Défaite      |                            |
| Oser Paris                                                                     | Anne Hidalgo (PS)                 | Élections municipales de 2014 à Paris                | Victoire     |                            |
| Une nouvelle énergie pour Paris                                                | Nathalie Kosciusko-Morizet (UMP)  | Élections municipales de 2014 à Paris                | Défaite      |                            |
| Aimons Limoges, choisissons l'alternance                                       | Émile-Roger Lombertie (UMP)       | Élections municipales de 2014 à Limoges              | Victoire     |                            |
| Limoges 2014, l'essentiel c'est notre ville                                    | Alain Rodet (PS)                  | Élections municipales de 2014 à Limoges              | Défaite      |                            |
| Vivement demain !                                                              | Yannick Jadot (EÉLV)              | Primaire française de l'écologie de 2016             | Victoire     |                            |
| L'écologie debout ! Ensemble, l'avenir nous appartient                         | Michèle Rivasi (EÉLV)             | Primaire française de l'écologie de 2016             | Défaite      |                            |
| Demain nous appartient !                                                       | Cécile Duflot (EÉLV)              | Primaire française de l'écologie de 2016             | Premier tour |                            |
| Pour une écologie populaire Soyons tous écolos !                               | Karima Delli (EÉLV)               | Primaire française de l'écologie de 2016             | Premier tour |                            |
| Faire Le courage de la vérité                                                  | François Fillon (LR)              | Primaire française de la droite et du centre de 2016 | Victoire     |                            |
| Agir pour la France AJ pour la France Un mandat pour agir                      | Alain Juppé (LR)                  | Primaire française de la droite et du centre de 2016 | Défaite      | Slogan d'Alain Juppé       |
| Tout pour la France                                                            | Nicolas Sarkozy (LR)              | Primaire française de la droite et du centre de 2016 | Premier tour | Slogan de Nicolas Sarkozy  |
| Nous avons changé de monde Nouvelle société, nouvelle France                   | Nathalie Kosciusko-Morizet (LR)   | Primaire française de la droite et du centre de 2016 | Premier tour |                            |
| Le renouveau, c'est Bruno La primaire, c'est Le Maire Le renouveau             | Bruno Le Maire (LR)               | Primaire française de la droite et du centre de 2016 | Premier tour |                            |
| Libérons nos convictions Le seul vote utile, c'est le vote de convictions      | Jean-Frédéric Poisson (PCD)       | Primaire française de la droite et du centre de 2016 | Premier tour |                            |
| Pour un sursaut français ! On ne recule plus !                                 | Jean-François Copé (LR)           | Primaire française de la droite et du centre de 2016 | Premier tour |                            |
| Faire battre le cœur de la France                                              | Benoît Hamon (PS)                 | Primaire citoyenne de 2017                           | Victoire     |                            |
| Faire gagner tout ce qui nous rassemble Une République forte, une France juste | Manuel Valls (PS)                 | Primaire citoyenne de 2017                           | Défaite      |                            |
| Le projet France Libérer les Français                                          | Arnaud Montebourg (PS)            | Primaire citoyenne de 2017                           | Premier tour |                            |
| L'écologie, c'est De Rugy La France de tous les progrès                        | François de Rugy (PÉ)             | Primaire citoyenne de 2017                           | Premier tour | Slogan de François de Rugy |
| De l'audace pour la France                                                     | Sylvia Pinel (PRG)                | Primaire citoyenne de 2017                           | Premier tour | Slogan de Sylvia Pinel     |
| Majorité pour la France                                                        | Les Républicains                  | Élections législatives françaises de 2017            | Défaite      |                            |
| Paris en commun                                                                | Anne Hidalgo (PS)                 | Élections municipales de 2020 à Paris                | Victoire     | Slogan d'Anne Hidalgo      |
| Dati pour Paris Engagés pour changer Paris                                     | Rachida Dati (LR)                 | Élections municipales de 2020 à Paris                | Défaite      |                            |
| Ensemble pour Paris                                                            | Agnès Buzyn (LREM)                | Élections municipales de 2020 à Paris                | Défaite      |                            |

#### Autres pays européens
| Slogan | Candidat/parti                                           | Élection                                        | Résultat |
| --- | -------------------------------------------------------- | ----------------------------------------------- | -------- |
| There is no alternative (Il n'y a pas d'alternative)                                                       | Margaret Thatcher                                        | -                                               | -        |
| Labour Isn't Working (Les travaillistes ne travaillent pas)                                                | Margaret Thatcher                                        | -                                               | -        |
| Don't just hope for a better life. Vote for it. (Ne faites pas que rêver d'une vie meilleure. Votez pour.) | Margaret Thatcher                                        | -                                               | -        |
| Quand c'est vert, on avance                                                                                | Ecolo                                                    | Élections législatives fédérales belges de 1999 | Victoire |
| Skal videre (Faire avancer le Danemark)                                                                    | Parti social-démocrate (Danemark)                        | Élections législatives danoises de 2011         | Victoire |
| Les Suisses votent UDC                                                                                     | Union démocratique du centre                             | Élections fédérales suisses de 2011             | Victoire |
| La fierté d'être Belge sans barrière linguistique                                                          | Dr Ali Raad / Fédéralistes Démocrates Francophones (FDF) | Élections législatives fédérales belges de 2014 | Défaite  |

#### Union européenne

##### Élections du Parlement européen
| Slogan                                                                             | Candidat/parti                    | Élection | Résultat |
| ---------------------------------------------------------------------------------- | --------------------------------- | -------- | -------- |
| Contigo fuertes en Europa (Avec toi, forts en Europe)                              | Parti populaire espagnol          | 2004     | Défaite  |
| Volvemos a Europa (Nous revenons en Europe)                                        | Parti socialiste ouvrier espagnol | 2004     | Victoire |
| Quand l'Europe veut, l'Europe peut                                                 | UMP                               | 2009     | Premier  |
| People first (slogan du PSE, traduit Citoyens d'abord) Changer l'Europe maintenant | PS                                | 2009     | Deuxième |
| Non à Bruxelles, oui à la France !                                                 | Front national                    | 2014     | Premier  |
| Pour la France, agir en Europe                                                     | UMP                               | 2014     | Deuxième |
| Prenez le pouvoir Donnons le pouvoir au peuple                                     | Rassemblement national            | 2019     | Premier  |
| En marche pour l’Europe !                                                          | La République en marche           | 2019     | Deuxième |

##### Autres élections ou référendums européens
| Slogan                 | Candidat/parti | Élection                  | Résultat |
| ---------------------- | -------------- | ------------------------- | -------- |
| L'Europe mérite un oui | UMP            | Référendum du 29 mai 2005 | Défaite  |

### Amérique du Nord

#### Canada

##### Élections fédérales canadiennes
| Slogan                                                                               | Candidat/parti               | Élection | Résultat |
| ------------------------------------------------------------------------------------ | ---------------------------- | -------- | -------- |
| It's time for a real change                                                          | Parti libéral du Canada      | 2015     | Victoire |
| Il est temps de changer ensemble (slogan au Québec)                                  | Parti libéral du Canada      | 2015     | Victoire |
| A proven leadership for a strong Canada                                              | Parti conservateur du Canada | 2015     | Défaite  |
| Un leadership qui a fait ses preuves pour une économie plus forte (slogan au Québec) | Parti conservateur du Canada | 2015     | Défaite  |
| Ready for change                                                                     | Nouveau Parti démocratique   | 2015     | Défaite  |
| Ensemble pour le changement (slogan au Québec)                                       | Nouveau Parti démocratique   | 2015     | Défaite  |
| On a tout à gagner                                                                   | Bloc québécois               | 2015     | Défaite  |
| A Canada that works. Together                                                        | Parti vert du Canada         | 2015     | Défaite  |
| Un Canada qui travaille. Ensemble (slogan au Québec)                                 | Parti vert du Canada         | 2015     | Défaite  |
| Allier les forces de nos régions                                                     | Forces et Démocratie         | 2015     | Défaite  |

##### Élections générales britanno-colombiennes
| Slogan                                                              | Candidat/parti                                        | Élection | Résultat |
| ------------------------------------------------------------------- | ----------------------------------------------------- | -------- | -------- |
| Strong Economy, Secure Tomorrow (Économie forte, garantir l'Avenir) | Parti libéral de la Colombie-Britannique              | 2013     | Victoire |
| Change for the better (Changement pour le meilleur)                 | Nouveau Parti démocratique de la Colombie-Britannique | 2013     | Défaite  |

##### Élections générales québécoises
| Slogan                                                                  | Candidat/parti                              | Élection | Résultat |
| ----------------------------------------------------------------------- | ------------------------------------------- | -------- | -------- |
| C'est le temps que ça change                                            | Parti libéral du Québec                     | 1960     | Victoire |
| Maîtres chez nous                                                       | Parti libéral du Québec                     | 1962     | Victoire |
| Québec d'abord                                                          | Union nationale                             | 1966     | Victoire |
| Pour un Québec plus prospère                                            | Parti libéral du Québec                     | 1966     | Défaite  |
| On est capable                                                          | Rassemblement pour l'indépendance nationale | 1966     | Défaite  |
| 100 000 emplois                                                         | Parti libéral du Québec                     | 1970     | Victoire |
| Bourassa construit (Votons libéral)                                     | Parti libéral du Québec                     | 1973     | Victoire |
| On a besoin d'un vrai gouvernement (On mérite mieux que ça)             | Parti québécois                             | 1976     | Victoire |
| Faut rester forts au Québec                                             | Parti québécois                             | 1981     | Victoire |
| Maîtriser l'avenir (Changeons pour du solide)                           | Parti libéral du Québec                     | 1985     | Victoire |
| Assurons notre avenir                                                   | Parti libéral du Québec                     | 1989     | Victoire |
| Une autre façon de gouverner                                            | Parti québécois                             | 1994     | Victoire |
| J'ai confiance                                                          | Parti québécois                             | 1998     | Victoire |
| Nous sommes prêts                                                       | Parti libéral du Québec                     | 2003     | Victoire |
| Restons forts                                                           | Parti québécois                             | 2003     | Défaite  |
| L'avenir autrement                                                      | Action démocratique du Québec               | 2003     | Défaite  |
| Unis pour réussir                                                       | Parti libéral du Québec                     | 2007     | Victoire |
| Reconstruisons notre Québec                                             | Parti québécois                             | 2007     | Défaite  |
| Au Québec, on passe à l'action                                          | Action démocratique du Québec               | 2007     | Défaite  |
| Je vote                                                                 | Parti vert du Québec                        | 2007     | Défaite  |
| Soyons lucides, votons Solidaire !                                      | Québec solidaire                            | 2007     | Défaite  |
| L'économie d'abord, Oui                                                 | Parti libéral du Québec                     | 2008     | Victoire |
| Donnez-vous le pouvoir                                                  | Action démocratique du Québec               | 2008     | Défaite  |
| Québec gagnant avec Pauline                                             | Parti québécois                             | 2008     | Défaite  |
| Votons pour l'avenir                                                    | Parti vert du Québec                        | 2008     | Défaite  |
| Pour le Québec                                                          | Parti libéral du Québec                     | 2012     | Défaite  |
| À nous de choisir                                                       | Parti québécois                             | 2012     | Victoire |
| C'est assez, faut que ça change !                                       | Coalition avenir Québec                     | 2012     | Défaite  |
| Debout                                                                  | Québec solidaire                            | 2012     | Défaite  |
| On peut mieux pour le Québec                                            | Option nationale                            | 2012     | Défaite  |
| Enfin !                                                                 | Union citoyenne du Québec                   | 2012     | Défaite  |
| Carrément mieux                                                         | Parti conservateur du Québec                | 2012     | Défaite  |
| Ensemble, on s'occupe des vraies affaires                               | Parti libéral du Québec                     | 2014     | Victoire |
| Plus prospère, plus fort, plus indépendant, plus accueillant Déterminée | Parti québécois                             | 2014     | Défaite  |
| On se donne Legault                                                     | Coalition avenir Québec                     | 2014     | Défaite  |
| Je vote avec ma tête                                                    | Québec solidaire                            | 2014     | Défaite  |
| Réveiller le courage                                                    | Option nationale                            | 2014     | Défaite  |
| L'option éco-socialiste pour le Québec                                  | Parti vert du Québec                        | 2014     | Défaite  |
| Cessons de tourner en rond !                                            | Parti conservateur du Québec                | 2014     | Défaite  |
| Pour un Québec souverain qui défend les droits de tous !                | Parti marxiste-léniniste du Québec          | 2014     | Défaite  |
| Pour un Québec en fleurs                                                | Bloc Pot                                    | 2014     | Défaite  |
| Maintenant.                                                             | Coalition avenir Québec                     | 2018     | Victoire |
| Pour faciliter la vie des Québécois                                     | Parti libéral du Québec                     | 2018     | Défaite  |
| Sérieusement                                                            | Parti québécois                             | 2018     | Défaite  |
| Populaires                                                              | Québec solidaire                            | 2018     | Défaite  |
| Bien plus qu'une couleur                                                | Parti vert du Québec                        | 2018     | Défaite  |
| Je vote Conservateur                                                    | Parti conservateur du Québec                | 2018     | Défaite  |
| Faire autrement maintenant                                              | Nouveau Parti démocratique du Québec        | 2018     | Défaite  |
| Pas de promesses, que des obligations !                                 | Citoyens au pouvoir                         | 2018     | Défaite  |

#### États-Unis

##### Élections présidentielles américaines
| Slogan | Candidat/parti            | Élection | Résultat                   | Image                     |
| --- | ------------------------- | -------- | -------------------------- | ------------------------- |
| A Chicken in Every Pot. A car in every garage (Un poulet dans chaque casserole, une voiture dans chaque garage)                                                                                                  | Herbert Hoover            | 1928     | Victoire                   |                           |
| Don’t change horse in midstream (Ne changez pas de cheval au milieu du gué) | Franklin Delano Roosevelt | 1944     | Victoire                   |                           |
| Let's Make America Great Again (Rendre sa grandeur à l'Amérique) | Ronald Reagan             | 1980     | Victoire                   | Slogan de Ronald Reagan   |
| Read my lips: no new taxes (Lisez sur mes lèvres : pas de nouveaux impôts) | George H. W. Bush         | 1988     | Victoire                   |                           |
| It's the economy, stupid! (Il s'agit de l'économie, idiot !) Don't forget health care (N'oubliez pas la couverture santé)                                                                                        | Bill Clinton              | 1992     | Victoire                   |                           |
| Compassionate conservatism (Un conservatisme plein de compassion) Real plans for real people (De vrais plans pour de vrais gens) Reformer with results (Un réformateur avec des résultats)                       | George W. Bush            | 2000     | Victoire                   |                           |
| Prosperity and progress (Prospérité et progrès) Prosperity for America's families (De la prospérité pour les familles d'Amérique)                                                                                | Al Gore                   | 2000     | Défaite                    |                           |
| Yes, America Can! (Oui, l'Amérique peut !) | George W. Bush            | 2004     | Victoire                   |                           |
| Let America be America Again (Que l'Amérique redevienne l'Amérique) A Stronger America (Une Amérique plus forte)                                                                                                 | John Kerry                | 2004     | Défaite                    | Slogan de John Kerry      |
| Yes We Can! (Oui, on le peut !) Change We Can Believe In (Le changement auquel on peut croire) Hope (L'espoir)                                                                                                   | Barack Obama              | 2008     | Victoire                   | Slogan de Barack Obama    |
| Country First (Le pays d'abord) | John McCain               | 2008     | Défaite                    |                           |
| It Begins With Us (Ça commence avec nous) Forward. puis Forward! (En avant !) | Barack Obama              | 2012     | Victoire                   | Slogan de Barack Obama    |
| Believe in America (Croyons en l'Amérique) Real Change on Day One (Le vrai changement dès le premier jour) | Mitt Romney               | 2012     | Défaite                    | Slogan de Mitt Romney     |
| Make America Great Again (Rendre sa grandeur à l'Amérique) | Donald Trump              | 2016     | Victoire                   | Slogan de Donald Trump    |
| I'm With Her (Je suis avec elle) Love Trumps Hate (L'amour l'emporte sur la haine) Fighting for Us (Se battre pour nous) Stronger Together (Plus forts, ensemble)                                                | Hillary Clinton           | 2016     | Défaite                    | Slogan de Hillary Clinton |
| Restore The Soul of The Nation (Restaurer l'âme de la Nation) Battle For The Soul of The Nation (La bataille pour l'âme de la Nation) Our Best Days Still Lie Ahead (Nos meilleurs jours restent encore à venir) | Joe Biden                 | 2020     | Victoire                   |                           |
| Keep America Great (Préserver la grandeur de l'Amérique) Promises Made, Promises Kept (Promesses faites, promesses tenues)                                                                                       | Donald Trump              | 2020     | Défaite                    | Slogan de Donald Trump    |
| Let's Finish the Job (Finissons le Travail) | Joe Biden                 | 2024     | Retiré au profit de Harris |                           |
| We're not going back (Nous ne reviendrons pas en arrière)Yes We Kam (Oui, on le peut ! Jeu de mots avec le prénom de la candidate)                                                                               | Kamala Harris             | 2024     |                            |                           |
| Make America Great Again (Rendre sa grandeur à l'Amérique) | Donald Trump              | 2024     |                            |                           |

##### Autres élections américaines
| Slogan                                                 | Candidat/parti        | Élection                                                       | Résultat            |
| ------------------------------------------------------ | --------------------- | -------------------------------------------------------------- | ------------------- |
| Stronger Together (Plus forts, ensemble)               | Hillary Clinton (D)   | Primaires présidentielles du Parti démocrate américain de 2016 | Victoire            |
| A Future To Believe In (Un avenir en lequel croire)    | Bernie Sanders (D)    | Primaires présidentielles du Parti démocrate américain de 2016 | Défaite             |
| No Malarkey! (Pas de fadaises !)                       | Joe Biden (D)         | Primaires présidentielles du Parti démocrate américain de 2020 | Victoire (de facto) |
| Not me. Us. (Pas moi. Nous.)                           | Bernie Sanders (D)    | Primaires présidentielles du Parti démocrate américain de 2020 | Candidature retirée |
| Dream Big, Fight Hard (Rêvez en grand, combattez fort) | Elizabeth Warren (D)  | Primaires présidentielles du Parti démocrate américain de 2020 | Candidature retirée |
| Mike Get it Done! (Mike fait le job !)                 | Michael Bloomberg (D) | Primaires présidentielles du Parti démocrate américain de 2020 | Candidature retirée |

### Autres pays
| Slogan                                  | Candidat/parti                            | Élection                                   | Résultat |
| --------------------------------------- | ----------------------------------------- | ------------------------------------------ | -------- |
| India shining (L'Inde qui brille)       | Bharatiya Janata Party                    | Élections générales indiennes de 2004      | Défaite  |
| Pour un pays Leader                     | Front de libération nationale             | Élections législatives algériennes de 2012 | Victoire |
| Notre Printemps est algérien            | Union pour la démocratie et la République | Élections législatives algériennes de 2012 | Victoire |
| La force de la volonté                  | Front El Moustakbal                       | Élections législatives algériennes de 2012 | Victoire |
| Le Devoir d'agir                        | Jil jadid                                 | Élections législatives algériennes de 2012 | Victoire |
| Nous voulons du bien pour tous les gens | Alliance de l'Algérie verte               | Élections législatives algériennes de 2012 | Défaite  |
| Authenticité-Efficacité-Renouveau       | Parti du renouveau algérien               | Élections législatives algériennes de 2012 | Défaite  |

## Exemple de slogans citoyens
Lors de manifestation, les citoyens expriment leur mécontentement par l'utilisation de slogans.
| Slogan                           | Mouvement/syndicat/autre                   | Contexte politique       |
| -------------------------------- | ------------------------------------------ | ------------------------ |
| Sous les pavets la plage         | Opposition au Général de Gaulle            | Manifestations de Mai 68 |
| Let's Go Brandon (Vas-y Brandon) | Opposants au président américain Joe Biden | Présidence de Joe Biden  |

## Iconographie
- Un tableau de Nikolaï Terpsikhorov conservé à la Galerie Tretiakov, Moscou, représente un artiste en train de composer un slogan en lettres blanches sur une banderole rouge. Cette scène, Le Premier Slogan, est composée en 1924. Elle est située dans l'atelier du peintre où l'on voit un moulage de la Vénus de Milo et un autre du Gladiateur Borghèse, symboles dépassés d'un académisme considéré alors comme réactionnaire.